# پترسبرگ (تورینگن)
پترسبرگ (به آلمانی: Petersberg) یک شهر در آلمان است که در تورینگن واقع شده‌است. پترسبرگ ۲۶۱ نفر جمعیت دارد.